# Jan Radomski (duchowny)
Jan Radomski (ur. 4 lipca 1903 w Przasnyszu, zm. 29 września 1977 w Warszawie) – polski ksiądz katolicki.

## Życiorys
Syn Juliana i Scholastyki z Doleckich. Szkołę podstawową ukończył w Przasnyszu, świadectwo dojrzałości uzyskał w płockim Gimnazjum im. św. Stanisława Kostki. Święcenia kapłańskie przyjął 21 grudnia 1929 w katedrze płockiej z rąk biskupa Antoniego Juliana Nowowiejskiego. Pracował jako prefekt w Płońsku, następnie studiował filologię klasyczną na Uniwersytecie Warszawskim, pełniąc jednocześnie funkcję kapelana sióstr zakonnych Imienia Jezus na Marymoncie.
Po studiach objął stanowisko wykładowcy w Liceum im. Stanisława Kostki w Płocku (Niższe Seminarium Duchowne). W 1938 uzyskał dyplom nauczyciela, uprawniający go nauczania w szkołach średnich w Polsce. W tymże roku pracował jako duszpasterz w Brwilnie. Pracował także w Bibliotece Seminarium Duchownego w Płocku.
Po wybuchu wojny mianowany został administratorem parafii Skołatowo. W 1940 objął administrację parafii Święte Miejsce, gdzie pracował do końca wojny. Wspierał konspirację i niósł pomoc potrzebującym. W 1945 powrócił na stanowisko nauczyciela w Liceum im. Stanisława Kostki w Płocku. Pełnił również przez krótki okres obowiązki administratora parafii Trzepowo.
Po 1946 obok pracy w Niższym Seminarium wykładał również łacinę i grekę w Wyższym Seminarium Duchownym w Płocku (do 1959). W 1950 został odznaczony godnością kanonika honorowego Kapituły Kolegiackiej Pułtuskiej. W 1959 został mianowany proboszczem parafii Gołymin. Pracował tam osiem lat. Przeprowadził remont kościoła, budynków parafialnych i plebanii. Ostatnią jego placówką duszpasterską był Cieksyn, skąd w wieku 74 lat przeszedł na emeryturę. Zmarł w szpitalu w Warszawie. Pochowany został na cmentarzu parafialnym w Przasnyszu.